# Afrojack/Diskografie
Diese Diskografie ist eine Übersicht über die musikalischen Werke des niederländischen House-DJs und Produzenten Afrojack. Seine größten Erfolge hatte er mit den Solosingles Take Over Control und The Spark sowie mit seinem Gastbeitrag zum Lied Give Me Everything in Zusammenarbeit mit Pitbull, Ne-Yo und Nayer. Mit allen drei Tonträgern feierte er hohe Chartplatzierungen und gewann zahlreiche Auszeichnungen. In Deutschland landete er als Autor und Produzent mit Give Me Everything und Titanium zwei Millionenseller, die zu den meistverkauften Singles des Landes der 2010er-Jahre zählen.

## Alben

### Studioalben
| Jahr | Titel Musiklabel                 | Höchstplatzierung, Gesamtwochen, AuszeichnungChartplatzierungen (Jahr, Titel, Musiklabel, Platzierungen, Wochen, Auszeichnungen, Anmerkungen) | Höchstplatzierung, Gesamtwochen, AuszeichnungChartplatzierungen (Jahr, Titel, Musiklabel, Platzierungen, Wochen, Auszeichnungen, Anmerkungen) | Höchstplatzierung, Gesamtwochen, AuszeichnungChartplatzierungen (Jahr, Titel, Musiklabel, Platzierungen, Wochen, Auszeichnungen, Anmerkungen) | Höchstplatzierung, Gesamtwochen, AuszeichnungChartplatzierungen (Jahr, Titel, Musiklabel, Platzierungen, Wochen, Auszeichnungen, Anmerkungen) | Höchstplatzierung, Gesamtwochen, AuszeichnungChartplatzierungen (Jahr, Titel, Musiklabel, Platzierungen, Wochen, Auszeichnungen, Anmerkungen) | Höchstplatzierung, Gesamtwochen, AuszeichnungChartplatzierungen (Jahr, Titel, Musiklabel, Platzierungen, Wochen, Auszeichnungen, Anmerkungen) | Anmerkungen                        |
| Jahr | Titel Musiklabel                 | DE | AT | CH | UK | US | NL | Anmerkungen                        |
| ---- | -------------------------------- | --- | --- | --- | --- | --- | --- | ---------------------------------- |
| 2014 | Forget the World Universal Music | DE46 (1 Wo.)DE | AT30 (1 Wo.)AT | CH21 (2 Wo.)CH | UK76 (1 Wo.)UK | US32 (1 Wo.)US | NL4 Gold · (18 Wo.)NL | Erstveröffentlichung: 16. Mai 2014 |

### Kompilationen
| Jahr | Titel Musiklabel     | Anmerkungen                |
| ---- | -------------------- | -------------------------- |
| 2012 | 25th Love Da Records | Erstveröffentlichung: 2012 |

### EPs
| Jahr | Titel Musiklabel                  | Anmerkungen                                                 |
| ---- | --------------------------------- | ----------------------------------------------------------- |
| 2007 | Fruity Wall Recordings            | Erstveröffentlichung: 15. April 2007                        |
| 2008 | Thief Wall Recordings             | Erstveröffentlichung: 17. März 2008                         |
| 2008 | Claudia Wall Recordings           | Erstveröffentlichung: 8. August 2008                        |
| 2008 | Esther Wall Recordings            | Erstveröffentlichung: 5. Dezember 2008                      |
| 2008 | Dinges White Noise                | Erstveröffentlichung: 15. Dezember 2008 mit Benny Rodrigues |
| 2009 | Afrojack Sneakerz MUZIK           | Erstveröffentlichung: 24. April 2009                        |
| 2009 | Avoid! HotKitchenOven Music       | Erstveröffentlichung: 20. August 2009 mit Bobby Burns       |
| 2010 | Lost and Found Spinnin’ Records   | Erstveröffentlichung: 13. Dezember 2010                     |
| 2011 | Lost and Found 2 Spinnin’ Records | Erstveröffentlichung: 26. Dezember 2011                     |
| 2013 | It’s a Matter of… Universal Music | Erstveröffentlichung: 21. Juni 2013                         |
| 2015 | NLW Wall Recordings               | Erstveröffentlichung: 27. Juli 2015 als NLW                 |
| 2018 | Press Play Wall Recordings        | Erstveröffentlichung: 28. August 2018                       |

## Singles

### Als Leadmusiker
| Jahr | Titel Album                                            | Höchstplatzierung, Gesamtwochen, AuszeichnungChartplatzierungen (Jahr, Titel, Album, Platzierungen, Wochen, Auszeichnungen, Anmerkungen) | Höchstplatzierung, Gesamtwochen, AuszeichnungChartplatzierungen (Jahr, Titel, Album, Platzierungen, Wochen, Auszeichnungen, Anmerkungen) | Höchstplatzierung, Gesamtwochen, AuszeichnungChartplatzierungen (Jahr, Titel, Album, Platzierungen, Wochen, Auszeichnungen, Anmerkungen) | Höchstplatzierung, Gesamtwochen, AuszeichnungChartplatzierungen (Jahr, Titel, Album, Platzierungen, Wochen, Auszeichnungen, Anmerkungen) | Höchstplatzierung, Gesamtwochen, AuszeichnungChartplatzierungen (Jahr, Titel, Album, Platzierungen, Wochen, Auszeichnungen, Anmerkungen) | Höchstplatzierung, Gesamtwochen, AuszeichnungChartplatzierungen (Jahr, Titel, Album, Platzierungen, Wochen, Auszeichnungen, Anmerkungen) | Anmerkungen                                                                               |
| Jahr | Titel Album                                            | DE | AT | CH | UK | US | NL | Anmerkungen                                                                               |
| ---- | ------------------------------------------------------ | --- | --- | --- | --- | --- | --- | ----------------------------------------------------------------------------------------- |
| 2006 | Fuck Detroit –                                         | — | — | — | — | — | — | Erstveröffentlichung: 2006                                                                |
| 2006 | In Your Face / Waho –                                  | — | — | — | — | — | — | Erstveröffentlichung: 1. November 2006                                                    |
| 2008 | Space –                                                | — | — | — | — | — | — | Erstveröffentlichung: 13. August 2008                                                     |
| 2008 | Drop Down (Do My Dance) –                              | — | — | — | — | — | NL20 (7 Wo.)NL | Erstveröffentlichung: 18. August 2008 feat. The Partysquad                                |
| 2009 | Radioman –                                             | — | — | — | — | — | — | Erstveröffentlichung: 9. März 2009                                                        |
| 2010 | Ghettoblaster –                                        | — | — | — | — | — | — | Erstveröffentlichung: 19. Januar 2010 mit Bobby Burns                                     |
| 2010 | Pacha On Acid –                                        | — | — | — | — | — | — | Erstveröffentlichung: 24. Februar 2010                                                    |
| 2010 | Bangduck –                                             | — | — | — | — | — | — | Erstveröffentlichung: 16. März 2010                                                       |
| 2010 | Real High –                                            | — | — | — | — | — | — | Erstveröffentlichung: 13. April 2010 mit Bobby Burns                                      |
| 2010 | A Msterdamn –                                          | — | — | — | — | — | — | Erstveröffentlichung: 4. Mai 2010 vs. The Partysquad                                      |
| 2010 | Quacky –                                               | — | — | — | — | — | — | Erstveröffentlichung: 18. Mai 2010 mit Sidney Samson                                      |
| 2010 | Bungee –                                               | — | — | — | — | — | — | Erstveröffentlichung: 8. Juni 2010 mit Bobby Burns                                        |
| 2010 | I’ll Be There –                                        | — | — | — | — | — | — | Erstveröffentlichung: 13. Juli 2010 mit Gregor Salto feat. Jimbolee                       |
| 2010 | Take Over Control –                                    | DE78 (2 Wo.)DE | AT46 (7 Wo.)AT | — | UK24 (8 Wo.)UK | US41 Platin · (20 Wo.)US | NL12 (12 Wo.)NL | Erstveröffentlichung: 12. August 2010 feat. Eva Simons Verkäufe: + 1.140.000              |
| 2010 | Ananda –                                               | — | — | — | — | — | — | Erstveröffentlichung: 12. Oktober 2010                                                    |
| 2010 | Replica –                                              | — | — | — | — | — | — | Erstveröffentlichung: 7. Dezember 2010                                                    |
| 2011 | Tequila Sunrise –                                      | — | — | — | — | — | — | Erstveröffentlichung: 4. Januar 2011 mit Tocadisco                                        |
| 2011 | Bridge –                                               | — | — | — | — | — | — | Erstveröffentlichung: 18. Januar 2011 mit Bobby Burns                                     |
| 2011 | Chords –                                               | — | — | — | — | — | — | Erstveröffentlichung: 29. März 2011                                                       |
| 2011 | Doing It Right –                                       | — | — | — | — | — | — | Erstveröffentlichung: 29. März 2011                                                       |
| 2011 | Prutataaa –                                            | — | — | — | — | — | — | Erstveröffentlichung: 23. Mai 2011 mit R3hab                                              |
| 2011 | Grindin –                                              | — | — | — | — | — | — | Erstveröffentlichung: 27. Juni 2011 pes. Shermanology                                     |
| 2011 | The Way We See The World (Tomorrowland Anthem 2011) –  | — | — | — | — | — | — | Erstveröffentlichung: 18. Juli 2011 mit Dimitri Vegas & Like Mike & Nervo                 |
| 2011 | No Beef –                                              | — | — | — | UK25 (4 Wo.)UK | — | NL26 Gold · (7 Wo.)NL | Erstveröffentlichung: 22. August 2011 feat. Steve Aoki & Miss Palmer                      |
| 2011 | We’re All No One –                                     | — | — | — | — | — | — | Erstveröffentlichung: 4. September 2011 mit Steve Aoki & Nervo                            |
| 2011 | Lionheart –                                            | — | — | — | — | — | — | Erstveröffentlichung: 7. November 2011                                                    |
| 2012 | Can’t Stop Me –                                        | — | — | — | — | — | NL8 Gold · (26 Wo.)NL | Erstveröffentlichung: 2. März 2012 mit Shermanology                                       |
| 2012 | Fatility –                                             | — | — | — | — | — | — | Erstveröffentlichung: 12. März 2012                                                       |
| 2012 | Rock the House –                                       | — | — | — | — | — | NL17 (13 Wo.)NL | Erstveröffentlichung: 16. Juli 2012                                                       |
| 2012 | Annie’s Theme –                                        | — | — | — | — | — | — | Erstveröffentlichung: 5. November 2012                                                    |
| 2013 | Sovereign Light Café (Afrojack Remix) Forget the World | — | — | — | — | — | NL22 (11 Wo.)NL | Erstveröffentlichung: 30. Januar 2013 vs. Keane                                           |
| 2013 | As Your Friend Forget the World                        | DE67 (2 Wo.)DE | — | — | UK21 (3 Wo.)UK | US88 (3 Wo.)US | NL30 (3 Wo.)NL | Erstveröffentlichung: 13. Februar 2013 feat. Chris Brown                                  |
| 2013 | Air Guitar (Ultra Music Festival Anthem) –             | — | — | — | — | — | — | Erstveröffentlichung: 12. März 2013                                                       |
| 2013 | Esther 2K13 –                                          | — | — | — | — | — | — | Erstveröffentlichung: 27. Mai 2013                                                        |
| 2013 | Peanuts –                                              | — | — | — | — | — | — | Erstveröffentlichung: 19. Juli 2013                                                       |
| 2013 | Jack That Body –                                       | — | — | — | — | — | — | Erstveröffentlichung: 5. August 2013                                                      |
| 2013 | The Spark Forget the World                             | DE36 (11 Wo.)DE | AT17 (4 Wo.)AT | CH73 (1 Wo.)CH | UK17 (8 Wo.)UK | — | NL14 ×2Doppelplatin · (19 Wo.)NL | Erstveröffentlichung: 11. Oktober 2013 feat. Spree Wilson Verkäufe: + 105.000             |
| 2014 | Ten Feet Tall Forget the World                         | — | — | — | UK20 (3 Wo.)UK | US100 Gold · (1 Wo.)US | NL9 ×2Doppelplatin · (25 Wo.)NL | Erstveröffentlichung: 3. Februar 2014 feat. Wrabel Verkäufe: + 590.000                    |
| 2014 | My Ghost –                                             | — | — | — | — | — | — | Erstveröffentlichung: 3. Februar 2014                                                     |
| 2014 | Musician –                                             | — | — | — | — | — | — | Erstveröffentlichung: 17. Februar 2014                                                    |
| 2014 | Looking For a Dream White People Party Music           | — | — | — | — | — | — | Erstveröffentlichung: Februar 2014 mit Nick Cannon                                        |
| 2014 | Do Or Die (Remix) Forget the World                     | — | — | — | — | — | — | Erstveröffentlichung: 5. März 2014 vs. Thirty Seconds to Mars                             |
| 2014 | Dynamite Forget the World                              | — | — | — | — | — | — | Erstveröffentlichung: 17. April 2014 feat. Snoop Dogg                                     |
| 2014 | Turn Up the Speakers –                                 | — | AT57 (1 Wo.)AT | — | — | — | — | Erstveröffentlichung: 25. August 2014 mit Martin Garrix                                   |
| 2014 | Illuminate Forget the World                            | — | — | — | — | — | — | Erstveröffentlichung: 28. November 2014 feat. Matthew Koma; Promo-Single                  |
| 2015 | What We Live For –                                     | — | — | — | — | — | — | Erstveröffentlichung: 13. April 2015 mit Bassjackers                                      |
| 2015 | Summerthing! –                                         | — | AT70 (1 Wo.)AT | — | — | — | NL13 (13 Wo.)NL | Erstveröffentlichung: 21. Juni 2015 feat. Mike Taylor                                     |
| 2015 | Unstoppable –                                          | — | — | — | — | — | — | Erstveröffentlichung: 2. November 2015                                                    |
| 2015 | Lost Future The Trojan Horse EP                        | — | — | — | — | — | — | Erstveröffentlichung: 20. November 2015 mit WatchTheDuck                                  |
| 2015 | Limit Break –                                          | — | — | — | — | — | — | Erstveröffentlichung: 23. November 2015 als NLW                                           |
| 2015 | Soundboy –                                             | — | — | — | — | — | — | Erstveröffentlichung: 7. Dezember 2015 als NLW mit Apster                                 |
| 2016 | Hollywood –                                            | — | — | — | — | — | — | Erstveröffentlichung: 25. Januar 2016 mit Hardwell                                        |
| 2016 | Alcohol –                                              | — | — | — | — | — | — | Erstveröffentlichung: 17. März 2016 als NLW mit Apster & D-wayne                          |
| 2016 | Move To The Sound –                                    | — | — | — | — | — | — | Erstveröffentlichung: 6. Mai 2016 mit Laidback Luke feat. Hawkboy                         |
| 2016 | Party –                                                | — | — | — | — | — | — | Erstveröffentlichung: 3. Juni 2016 als NLW mit Ambush                                     |
| 2016 | System –                                               | — | — | — | — | — | — | Erstveröffentlichung: 17. Juni 2016 mit Ravitez feat. MC Ambush                           |
| 2016 | Drop That –                                            | — | — | — | — | — | — | Erstveröffentlichung: 24. Juni 2016 mit Apster, Ambush & Romysa                           |
| 2016 | Home –                                                 | — | — | — | — | — | — | Erstveröffentlichung: 15. Juli 2016 mit NLW                                               |
| 2016 | Hands Up (Van Gogh) Summer of Madness                  | — | — | — | — | — | — | Erstveröffentlichung: 3. August 2016 als NLW mit Dimitri Vegas & Like Mike                |
| 2016 | Gone –                                                 | — | — | — | — | — | — | Erstveröffentlichung: 5. August 2016 mit Ty Dolla Sign                                    |
| 2016 | Used to Have It All –                                  | — | — | — | — | — | NL18 (15 Wo.)NL | Erstveröffentlichung: 14. Oktober 2016 mit Fais                                           |
| 2016 | To the World –                                         | — | — | — | — | — | — | Erstveröffentlichung: 15. Oktober 2016 mit Dance Earth Party                              |
| 2016 | The Great Escape –                                     | — | — | — | — | — | — | Erstveröffentlichung: 11. November 2016 mit Ravitez feat. Amba Shepherd                   |
| 2017 | Diamonds –                                             | — | — | — | — | — | — | Erstveröffentlichung: 6. Januar 2017 mit Jay Karama                                       |
| 2017 | Wave Your Flag –                                       | — | — | — | — | — | — | Erstveröffentlichung: 25. Februar 2017 · feat. Luis Fonsi, US: Gold                       |
| 2017 | Life Good –                                            | — | — | — | — | — | — | Erstveröffentlichung: 17. März 2017 mit Cesqueaux feat. O.T. Genasis                      |
| 2017 | Another Life –                                         | — | AT73 (1 Wo.)AT | CH65 (1 Wo.)CH | — | — | NL28 (13 Wo.)NL | Erstveröffentlichung: 28. April 2017 mit David Guetta feat. Ester Dean                    |
| 2017 | Around the World –                                     | — | — | — | — | — | — | Erstveröffentlichung: 9. Juni 2017 als NLW mit Aspyer & KIIDA                             |
| 2017 | No Tomorrow –                                          | — | — | — | — | — | — | Erstveröffentlichung: 8. September 2017 feat. Belly, O.T. Genasis & Ricky Breaker         |
| 2017 | Keep It Low –                                          | — | — | — | — | — | — | Erstveröffentlichung: 22. September 2017 feat. Mightyfools                                |
| 2017 | Hands Up –                                             | — | — | — | — | — | — | Erstveröffentlichung: 6. Oktober 2017 mit Hardwell feat. MC Ambush                        |
| 2017 | Lost –                                                 | — | — | — | — | — | — | Erstveröffentlichung: 13. Oktober 2017 mit Vassy feat. Oliver Rosa                        |
| 2017 | Dirty Sexy Money 7 (UK Bonustracks)                    | DE46 (4 Wo.)DE | AT46 (2 Wo.)AT | CH52 (4 Wo.)CH | UK35 Silber · (12 Wo.)UK | — | NL18 (11 Wo.)NL | Erstveröffentlichung: 2. November 2017 mit David Guetta feat. Charli XCX & French Montana |
| 2017 | New Memories –                                         | — | — | — | — | — | — | Erstveröffentlichung: 8. Dezember 2017 mit DubVision feat. Fais                           |
| 2018 | Helium (Remix) –                                       | — | AT64 (1 Wo.)AT | CH43 (1 Wo.)CH | — | — | — | Erstveröffentlichung: 25. Januar 2018 mit Sia & David Guetta                              |
| 2018 | Bad Company –                                          | — | — | — | — | — | — | Erstveröffentlichung: 21. Februar 2018 als DJ Afrojack mit Dirtcaps feat. Stush           |
| 2018 | Bed of Roses –                                         | — | — | — | — | — | — | Erstveröffentlichung: 21. Februar 2018 feat. Stanaj                                       |
| 2018 | 2012 –                                                 | — | — | — | — | — | — | Erstveröffentlichung: 19. März 2018 als DJ Afrojack mit Ravitez                           |
| 2018 | Started –                                              | — | — | — | — | — | — | Erstveröffentlichung: 26. März 2018 als DJ Afrojack mit D.O.D & Tim-Ber                   |
| 2018 | One More Day Press Play                                | — | — | — | — | — | — | Erstveröffentlichung: 4. Mai 2018 mit Jewelz & Sparks feat. Frida Amundsen                |
| 2018 | The Moment –                                           | — | — | — | — | — | — | Erstveröffentlichung: 22. Juni 2018 mit Jewelz & Sparks als AJXJS                         |
| 2018 | Where Did the Love Go –                                | — | — | — | — | — | — | Erstveröffentlichung: 20. Juli 2018 mit Chico Rose feat. Lyrica Anderson                  |
| 2018 | Lost –                                                 | — | — | — | — | — | — | Erstveröffentlichung: 20. Juli 2018 mit Broederliefde                                     |
| 2018 | Step Back Press Play                                   | — | — | — | — | — | — | Erstveröffentlichung: 10. August 2018 feat. MC Ambush                                     |
| 2018 | Bassride Press Play                                    | — | — | — | — | — | — | Erstveröffentlichung: 17. August 2018                                                     |
| 2018 | Bringin It Back Press Play                             | — | — | — | — | — | — | Erstveröffentlichung: 24. August 2018                                                     |
| 2018 | When You’re Gone Press Play                            | — | — | — | — | — | — | Erstveröffentlichung: 19. Oktober 2018 feat. Jewelz & Sparks                              |
| 2019 | Ferrari –                                              | — | — | — | — | — | — | Erstveröffentlichung: 1. Februar 2019 mit Cheat Codes                                     |
| 2019 | Sober –                                                | — | — | — | — | — | — | Erstveröffentlichung: 15. März 2019 feat. Rae Sremmurd & Stanaj                           |
| 2019 | We Got That Cool –                                     | — | — | — | UK68 Silber · (7 Wo.)UK | — | — | Erstveröffentlichung: 28. Juni 2019 Verkäufe: + 200.000; mit Yves V & Icona Pop           |
| 2020 | All Night –                                            | — | — | — | — | — | — | Erstveröffentlichung: 21. Februar 2020 mit Ally Brooke                                    |
| 2021 | Hero –                                                 | DE— aDE | — | — | — | — | NL3 (22 Wo.)NL | Erstveröffentlichung: 30. April 2021 mit David Guetta                                     |
| 2021 | Anywhere with You –                                    | — | — | — | — | — | NL27 (13 Wo.)NL | Erstveröffentlichung: 5. November 2021 mit Lucas & Steve und DubVision                    |
| 2025 | Never Forget You –                                     | — | — | — | — | — | NL8 (… Wo.)NL | Erstveröffentlichung: 21. März 2025                                                       |
| 2025 | Our Time –                                             | — | — | — | — | — | — | Erstveröffentlichung: 11. Juli 2025 mit Martin Garrix, David Guetta & Amél                |

### Als Gastmusiker
| Jahr | Titel Album                     | Höchstplatzierung, Gesamtwochen, AuszeichnungChartplatzierungen (Jahr, Titel, Album, Platzierungen, Wochen, Auszeichnungen, Anmerkungen) | Höchstplatzierung, Gesamtwochen, AuszeichnungChartplatzierungen (Jahr, Titel, Album, Platzierungen, Wochen, Auszeichnungen, Anmerkungen) | Höchstplatzierung, Gesamtwochen, AuszeichnungChartplatzierungen (Jahr, Titel, Album, Platzierungen, Wochen, Auszeichnungen, Anmerkungen) | Höchstplatzierung, Gesamtwochen, AuszeichnungChartplatzierungen (Jahr, Titel, Album, Platzierungen, Wochen, Auszeichnungen, Anmerkungen) | Höchstplatzierung, Gesamtwochen, AuszeichnungChartplatzierungen (Jahr, Titel, Album, Platzierungen, Wochen, Auszeichnungen, Anmerkungen) | Höchstplatzierung, Gesamtwochen, AuszeichnungChartplatzierungen (Jahr, Titel, Album, Platzierungen, Wochen, Auszeichnungen, Anmerkungen) | Anmerkungen                                                                                               |
| Jahr | Titel Album                     | DE | AT | CH | UK | US | NL | Anmerkungen                                                                                               |
| ---- | ------------------------------- | --- | --- | --- | --- | --- | --- | --- |
| 2010 | Louder Than Words One More Love | DE39 (3 Wo.)DE | AT35 (3 Wo.)AT | — | — | — | — | Erstveröffentlichung: 30. Juli 2010 David Guetta feat. Afrojack & Niles Mason                             |
| 2011 | Give Me Everything Planet Pit   | DE2 ×2Doppelplatin · (45 Wo.)DE | AT2 Platin · (40 Wo.)AT | CH2 ×2Doppelplatin · (46 Wo.)CH | UK1 ×3Dreifachplatin · (40 Wo.)UK | US1 Diamant · (45 Wo.)US | NL1 (12 Wo.)NL | Erstveröffentlichung: 18. März 2011 Verkäufe: + 14.715.146 Pitbull feat. Ne-Yo, Afrojack & Nayer          |
| 2011 | Lunar Nothing but the Beat      | DE85 (1 Wo.)DE | AT58 (1 Wo.)AT | — | UK90 (1 Wo.)UK | — | — | Erstveröffentlichung: 15. August 2011 David Guetta feat. Afrojack                                         |
| 2014 | Hey Mama Listen                 | DE9 Platin · (42 Wo.)DE | AT5 Gold · (28 Wo.)AT | CH10 Platin · (30 Wo.)CH | UK9 Platin · (25 Wo.)UK | US8 ×4Vierfachplatin · (24 Wo.)US | NL12 Platin · (20 Wo.)NL | Erstveröffentlichung: 8. Dezember 2014 Verkäufe: + 6.124.900; David Guetta feat. Nicki Minaj & Bebe Rexha |
| 2015 | Afroki Neon Future I            | — | — | — | — | — | — | Erstveröffentlichung: 2. Juni 2015 Steve Aoki feat. Afrojack & Bonnie McKee                               |
| 2015 | Summer Madness –                | — | — | — | — | — | — | Erstveröffentlichung: 8. Juli 2015 J Soul Brothers feat. Afrojack                                         |
| 2016 | Red Cup –                       | — | — | — | — | — | — | Erstveröffentlichung: 15. Februar 2016 Gorilla Zoe feat. Flo Rida & Afrojack                              |
| 2016 | Hey –                           | — | — | — | — | — | NL2 ×8Achtfachplatin · (22 Wo.)NL | Erstveröffentlichung: 8. April 2016 Verkäufe: + 760.000; mit Fais feat. Afrojack                          |
| 2019 | Sad –                           | — | — | — | — | — | — | Erstveröffentlichung: 30. August 2019 Verkäufe: + 110.000; Chico Rose feat. Afrojack                      |

## Musikvideos
| Jahr | Titel                              | Regie                       |
| ---- | ---------------------------------- | --------------------------- |
| 2010 | A msterdamn                        |                             |
| 2010 | Take Over Control                  | Alex Herron                 |
| 2011 | Give Me Everything                 |                             |
| 2011 | No Beef                            | Punit Dhesi                 |
| 2011 | The Way We See the World           | Nicolas Caeyers             |
| 2011 | We’re All One                      |                             |
| 2012 | Can’t Stop Me                      | Greg Waterman               |
| 2012 | Rock the House                     |                             |
| 2012 | Annie’s Theme                      |                             |
| 2013 | As Your Friend                     | Opslaan Als                 |
| 2013 | The Spark                          | Tim Nackashi                |
| 2014 | Looking For a Dream                |                             |
| 2014 | Ten Feet Tall                      | Hype Williams               |
| 2014 | Do or Die (Remix)                  |                             |
| 2014 | Dynamite                           |                             |
| 2014 | Turn up the Speakers               |                             |
| 2015 | What We Live For                   |                             |
| 2015 | Hey Mama                           |                             |
| 2015 | Afroki                             |                             |
| 2015 | SummerThing!                       |                             |
| 2015 | Unstoppable                        |                             |
| 2016 | Hey                                |                             |
| 2016 | Summer Madness                     |                             |
| 2016 | Gone                               |                             |
| 2016 | Used To Have It All                |                             |
| 2017 | Tâm Điểm Ánh Nhìn (All Eyes On Us) |                             |
| 2017 | Wave Your Flag                     |                             |
| 2017 | Another Life                       |                             |
| 2017 | No Tomorrow                        |                             |
| 2017 | Lost                               | Tim Madden                  |
| 2017 | Hands Up                           |                             |
| 2017 | Dirty Sexy Money                   | Charli XCX & Sarah McColgan |
| 2018 | New Memories                       |                             |

## Autorenbeteiligungen und Produktionen
| Jahr | Titel Interpretation                                        | Höchstplatzierung, Gesamtwochen, AuszeichnungChartplatzierungen (Jahr, Titel, Interpretation, Platzierungen, Wochen, Auszeichnungen, Anmerkungen) | Höchstplatzierung, Gesamtwochen, AuszeichnungChartplatzierungen (Jahr, Titel, Interpretation, Platzierungen, Wochen, Auszeichnungen, Anmerkungen) | Höchstplatzierung, Gesamtwochen, AuszeichnungChartplatzierungen (Jahr, Titel, Interpretation, Platzierungen, Wochen, Auszeichnungen, Anmerkungen) | Höchstplatzierung, Gesamtwochen, AuszeichnungChartplatzierungen (Jahr, Titel, Interpretation, Platzierungen, Wochen, Auszeichnungen, Anmerkungen) | Höchstplatzierung, Gesamtwochen, AuszeichnungChartplatzierungen (Jahr, Titel, Interpretation, Platzierungen, Wochen, Auszeichnungen, Anmerkungen) | Höchstplatzierung, Gesamtwochen, AuszeichnungChartplatzierungen (Jahr, Titel, Interpretation, Platzierungen, Wochen, Auszeichnungen, Anmerkungen) | Anmerkungen                                                  |
| Jahr | Titel Interpretation                                        | DE | AT | CH | UK | US | NL | Anmerkungen                                                  |
| ---- | ----------------------------------------------------------- | --- | --- | --- | --- | --- | --- | ------------------------------------------------------------ |
| 2011 | Look at Me Now Chris Brown feat. Lil Wayne & Busta Rhymes   | — | — | — | UK44 Gold · (7 Wo.)UK | US6 ×8Achtfachplatin · (27 Wo.)US | — | Erstveröffentlichung: 1. Februar 2011 Verkäufe: + 8.550.000  |
| 2011 | Run the World (Girls) Beyoncé                               | DE— GoldDE | — | CH22 (13 Wo.)CH | UK11 Platin · (15 Wo.)UK | US29 ×4Vierfachplatin · (13 Wo.)US | NL25 (4 Wo.)NL | Erstveröffentlichung: 21. April 2011 Verkäufe: + 5.717.500   |
| 2011 | Titanium David Guetta feat. Sia                             | DE5 Platin · (49 Wo.)DE | AT4 Platin · (45 Wo.)AT | CH9 ×2Doppelplatin · (76 Wo.)CH | UK1 ×5Fünffachplatin · (86 Wo.)UK | US7 ×5Fünffachplatin · (33 Wo.)US | NL2 (22 Wo.)NL | Erstveröffentlichung: 9. Dezember 2011 Verkäufe: + 9.541.434 |
| 2013 | It Should Be Easy Britney Spears feat. will.i.am            | — | — | CH71 (1 Wo.)CH | — | — | — | Erstveröffentlichung: 29. November 2013                      |
| 2016 | This One’s For You David Guetta feat. Zara Larsson          | DE1 Gold · (21 Wo.)DE | AT2 Gold · (19 Wo.)AT | CH1 Gold · (24 Wo.)CH | UK16 Gold · (18 Wo.)UK | US— GoldUS | NL5 (16 Wo.)NL | Erstveröffentlichung: 13. Mai 2016 Verkäufe: + 1.813.333     |
| 2017 | Light My Body Up David Guetta feat. Nicki Minaj & Lil Wayne | DE33 (6 Wo.)DE | AT47 (1 Wo.)AT | CH33 (2 Wo.)CH | UK64 (2 Wo.)UK | — | — | Erstveröffentlichung: 22. August 2011                        |

Weitere Autorenbeteiligungen und Produktionen
- 2009: Major Lazer feat. Vybz Kartel – Pon de Floor
- 2010: Estelle – Freak
- 2010: Pitbull – Maldito Alcohol
- 2011: Pitbull – Something For The DJs
- 2012: Naldo Benny – Amor de Chocolate
- 2012: Pitbull – I’m Off That
- 2013: Kitty Pryde – Dead Island
- 2013: Naldo Benny – Exagerado
- 2014: Nick Cannon – OJ
- 2015: Starkillers feat. Proud – It’s Love (Trippin’)
- 2015: Samurize – Killer Instinct
- 2016: Matt Nash – From Here
- 2016: Regilio & D-wayne – Rage
- 2016: La Fuente & Apster – Stick Up
- 2016: DJ Kiss feat. Iyaz – Superhero
- 2016: Tóc Tiên & Suboi – Tâm điểm ánh nhìn (All Eyes on Us)

## Sonderveröffentlichungen
DJ-Mixe
| Jahr | Titel Musiklabel                                    | Anmerkungen                            |
| ---- | --------------------------------------------------- | -------------------------------------- |
| 2010 | The Underground 2010 Wall Recordings                | Erstveröffentlichung: 12. Februar 2010 |
| 2014 | The Traffic Jam Wall Recordings, Def Jam Recordings | Promo-CD in limitierter Auflage        |

Remixe
| - 2006: Dirtcaps – Needle Trip - 2007: Greg Cerrone – Invicible - 2008: Roman Salzger – Generation Noise - 2008: Daniel Beasley – Sensei - 2008: Veron – Brasileira - 2008: R3hab – Mrkrstft - 2008: Quinten De Rozario – Touch Me in the Morning - 2008: Carlos Silva feat. Nelson Freitas & Q-Plus – Cré Sabe 2008 - 2008: Steve Angello – Gypsy - 2008: Tom Geiss & Eric G feat. Stephen Pickup – Get Up - 2008: Laidback Luke & Roman Salzger feat. Boogshe – Generation Noise - 2008: Gregor Salto – Bouncing Harbour - 2009: Spencer & Hill – Cool - 2009: Kid Cudi feat. Kanye West & Common – Make Her Say - 2009: David Guetta feat. Akon – Sexy Bitch - 2009: Imogen Heap – Hide and Seek - 2009: Sidney Samson – Riverside - 2009: Silvio Ecomo & Chuckie – Moombah! - 2009: Redroche feat. Laura Kidd – Give U More - 2009: Steve Angello & Laidback Luke feat. Robin S. – Show Me Love - 2009: Josh The Funky 1 – Rock to the Beat - 2009: The Black Eyed Peas – Boom Boom Pow - 2010: Larry Tee feat. Roxy Cottontail – Let’s Make Nasty - 2010: Tocadisco feat. Nadia Ali – Better Run - 2010: Benny Benassi – Satisfaction - 2010: Honorebel feat. Pitbull – Now You See It - 2010: Kid Cudi feat. Kanye West & Common – Make Her Say - 2010: Duck Sauce – Barbra Streisand (Ducky Remix) - 2010: The Black Eyed Peas – The Time (Dirty Bit) - 2010: Far East Movement feat. Dev & The Cataracs – Like a G6 (mit METI) - 2010: Tinie Tempah – Pass Out (mit METI) - 2010: Lady Gaga – Alejandro - 2010: P. Diddy & Dirty Money – Hello Good Morning - 2010: Example – Kickstarts - 2010: David Guetta feat. Rihanna – Who’s That Chick? - 2010: i Square – Hey Sexy Lady - 2010: Hitmeister D – Looking Out for Love - 2011: Pitbull feat. T-Pain – Hey Baby (Drop It to the Floor) | - 2011: Ian Carey feat. Snoop Dogg & Bobby Anthony – Last Night - 2011: Snoop Dogg vs. David Guetta – Sweat - 2011: David Guetta feat. Flo Rida & Nicki Minaj – Where Them Girls At - 2011: Pitbull feat. Ne-Yo, Afrojack & Nayer – Give Me Everything - 2011: Avicii & Leona Lewis – Collide - 2011: ZZT – ZZafrika - 2011: Lady Gaga – Marry the Night - 2012: Michael Jackson – Bad - 2012: Steve Aoki & Angger Dimas feat. Iggy Azalea – Beat Down - 2012: will.i.am & Eva Simons – This Is Love - 2012: Kirsty – Hands High - 2012: Keane – Sovereign Light Café - 2013: Psy – Gangnam Style - 2013: Donna Summer – I Feel Love - 2014: Tiësto – Red Lights - 2014: Miley Cyrus – Wrecking Ball - 2014: Robin Thicke – Forever Love - 2015: Karim Mika & Daniel Forster – Crunk - 2015: Rihanna, Kanye West & Paul McCartney – FourFiveSeconds - 2015: Mr. Probz – Nothing Really Matters - 2015: David Guetta feat. Nicki Minaj, Bebe Rexha & Afrojack – Hey Mama - 2015: Jeremih feat. Flo Rida – Tonight Belongs to U! - 2015: Dimitri Vegas & Like Mike feat. Ne-Yo – Higher Place - 2016: D.O.D – Taking You Back - 2016: KIIDA – Balangala - 2016: Major Lazer feat. Justin Bieber & MØ – Cold Water - 2017: David Guetta feat. Justin Bieber – 2U - 2017: Helene Fischer – Herzbeben - 2017: Helene Fischer – Achterbahn - 2017: Mercer – Encore (mit SayMyName) - 2018: U2 feat. Switch & Afrojack – Get Out Of Your Own Way - 2018: Jewelz & Sparks feat. Pearl Andersson – All I See Is You - 2018: Nicky Romero & StadiumX feat. Matluck – Rise - 2018: The Chainsmokers feat. Kelsea Ballerini – This Feeling (mit Disto) - 2018: Alan Walker feat. Au/Ra & Tomine Harket – Darkside (mit Chasner) - 2019: David Guetta, Bebe Rexha & J Balvin – Say My Name (mit Chasner) - 2019: Jewelz & Sparks – Bring It Back (mit Sunnery James & Ryan Marciano) |

## Statistik

### Chartauswertung
|                     | DE    | AT    | CH    | UK    | US    | NL    |
| ------------------- | ----- | ----- | ----- | ----- | ----- | ----- |
| Nummer-eins-Alben   | DE—DE | AT—AT | CH—CH | UK—UK | US—US | NL—NL |
| Top-10-Alben        | DE—DE | AT—AT | CH—CH | UK—UK | US—US | NL1NL |
| Alben in den Charts | DE1DE | AT1AT | CH1CH | UK1UK | US1US | NL1NL |

|                       | DE    | AT     | CH    | UK    | US    | NL     |
| --------------------- | ----- | ------ | ----- | ----- | ----- | ------ |
| Nummer-eins-Singles   | DE—DE | AT—AT  | CH—CH | UK1UK | US1US | NL1NL  |
| Top-10-Singles        | DE2DE | AT2AT  | CH2CH | UK2UK | US2US | NL5NL  |
| Singles in den Charts | DE8DE | AT11AT | CH6CH | UK9UK | US6US | NL19NL |

|                       | DE    | AT    | CH    | UK    | US    | NL    |
| --------------------- | ----- | ----- | ----- | ----- | ----- | ----- |
| Nummer-eins-Singles   | DE1DE | AT—AT | CH1CH | UK1UK | US—US | NL—NL |
| Top-10-Singles        | DE2DE | AT2AT | CH2CH | UK1UK | US2US | NL2NL |
| Singles in den Charts | DE3DE | AT3AT | CH5CH | UK5UK | US3US | NL3NL |

|                       | DE    | AT    | CH    | UK    | US    | NL    |
| --------------------- | ----- | ----- | ----- | ----- | ----- | ----- |
| Nummer-eins-Singles   | DE1DE | AT—AT | CH1CH | UK1UK | US—US | NL—NL |
| Top-10-Singles        | DE2DE | AT2AT | CH2CH | UK1UK | US2US | NL2NL |
| Singles in den Charts | DE3DE | AT3AT | CH5CH | UK5UK | US3US | NL3NL |

### Auszeichnungen für Musikverkäufe
| Goldene Schallplatte - Belgien - 2013: für die Autorenbeteiligung Run the World (Girls) (Beyoncé) - Brasilien - 2023: für die Single Ten Feet Tall - 2024: für die Single Hey - Dänemark - 2013: für das Streaming Look at Me Now (Chris Brown) - 2015: für die Autorenbeteiligung Run the World (Girls) (Beyoncé) - Finnland - 2011: für die Single Give Me Everything - 2011: für die Autorenbeteiligung Titanium (David Guetta) - Frankreich - 2012: für die Autorenbeteiligung Titanium (David Guetta) - 2018: für die Single Dirty Sexy Money - 2025: für die Single Sad - Italien - 2016: für die Autorenbeteiligung Run the World (Girls) (Beyoncé) - Japan - 2012: für die Single Give Me Everything (Downloads) - Neuseeland - 2011: für die Autorenbeteiligung Run the World (Girls) (Beyoncé) - Polen - 2021: für die Single Sad - Portugal - 2022: für die Autorenbeteiligung Run the World (Girls) (Beyoncé) - Schweden - 2016: für die Single Summerthing! - Spanien - 2024: für die Autorenbeteiligung Run the World (Girls) (Beyoncé) Platin-Schallplatte - Australien - 2018: für die Single Dirty Sexy Money - 2021: für die Single The Spark - Belgien - 2011: für die Single Give Me Everything - 2016: für die Autorenbeteiligung This One’s for You (David Guetta) - Brasilien - 2024: für die Autorenbeteiligung Titanium (David Guetta) - Dänemark - 2011: für das Streaming Give Me Everything - 2012: für die Autorenbeteiligung Titanium (David Guetta) - 2015: für die Single Hey Mama - 2018: für die Autorenbeteiligung This One’s for You (David Guetta) - Neuseeland - 2018: für die Single Dirty Sexy Money - Norwegen - 2012: für die Autorenbeteiligung Look at Me Now (Chris Brown) - Polen - 2021: für die Single Hey Mama - 2021: für die Autorenbeteiligung This One’s for You (David Guetta) - Portugal - 2019: für die Autorenbeteiligung This One’s for You (David Guetta) - 2021: für die Autorenbeteiligung Titanium (David Guetta) - Russland - 2011: für die Single Give Me Everything - Schweden - 2017: für die Autorenbeteiligung Run the World (Girls) (Beyoncé) - Spanien - 2016: für die Single Hey Mama - 2016: für die Autorenbeteiligung This One’s for You (David Guetta) | 2× Platin-Schallplatte - Australien - 2015: für die Single Hey Mama - 2015: für die Single Take Over Control - 2019: für die Autorenbeteiligung Look at Me Now (Chris Brown) - Belgien - 2016: für die Single Hey Mama - 2016: für die Autorenbeteiligung Titanium (David Guetta) - Dänemark - 2023: für die Single Give Me Everything - Italien - 2011: für die Single Give Me Everything - Kanada - 2021: für die Autorenbeteiligung Run the World (Girls) (Beyoncé) - Mexiko - 2011: für die Single Give Me Everything - 2013: für die Autorenbeteiligung Titanium (David Guetta) - Neuseeland - 2023: für die Single Hey Mama - Norwegen - 2016: für die Autorenbeteiligung This One’s for You (David Guetta) - 2020: für die Single Hey Mama - Portugal - 2024: für die Single Give Me Everything - Schweden - 2015: für die Single Hey Mama - Spanien - 2024: für die Single Give Me Everything 3× Platin-Schallplatte - Dänemark - 2012: für das Streaming Titanium (David Guetta) - Italien - 2017: für die Autorenbeteiligung This One’s for You (David Guetta) - 2019: für die Single Hey Mama - Kanada - 2017: für die Single Hey Mama - Neuseeland - 2013: für die Autorenbeteiligung Titanium (David Guetta) - Schweden - 2016: für die Single Hey - Spanien - 2023: für die Autorenbeteiligung Titanium (David Guetta) | 4× Platin-Schallplatte - Italien - 2012: für die Autorenbeteiligung Titanium (David Guetta) 5× Platin-Schallplatte - Australien - 2012: für die Autorenbeteiligung Titanium (David Guetta) - 2022: für die Autorenbeteiligung Run the World (Girls) (Beyoncé) - Neuseeland - 2025: für die Single Give Me Everything - Schweden - 2012: für die Single Give Me Everything 6× Platin-Schallplatte - Australien - 2011: für die Single Give Me Everything 7× Platin-Schallplatte - Kanada - 2011: für die Single Give Me Everything - Norwegen - 2012: für die Single Give Me Everything Diamantene Schallplatte - Brasilien - 2022: für die Autorenbeteiligung Run the World (Girls) (Beyoncé) - Frankreich - 2017: für die Autorenbeteiligung This One’s for You (David Guetta) |

Anmerkung: Auszeichnungen in Ländern aus den Charttabellen bzw. Chartboxen sind in ebendiesen zu finden.
| Land/RegionAuszeichnungen für Musikverkäufe (Land/Region, Auszeichnungen, Verkäufe, Quellen) | Gold       | Platin         | Diamant     | Verkäufe   | Quellen                       |
| -------------------------------------------------------------------------------------------- | ---------- | -------------- | ----------- | ---------- | ----------------------------- |
| Australien (ARIA)                                                                            | —          | 24× Platin24   | —           | 1.680.000  | aria.com.au                   |
| Belgien (BRMA)                                                                               | Gold1      | 6× Platin6     | —           | 195.000    | ultratop.be                   |
| Brasilien (PMB)                                                                              | 2× Gold2   | Platin1        | Diamant1    | 370.000    | pro-musicabr.org.br BR2       |
| Dänemark (IFPI)                                                                              | 2× Gold2   | 9× Platin9     | —           | 390.000    | ifpi.dk                       |
| Deutschland (BVMI)                                                                           | Gold1      | 3× Platin3     | —           | 1.750.000  | musikindustrie.de             |
| Finnland (IFPI)                                                                              | 2× Gold2   | —              | —           | 12.180     | ifpi.fi                       |
| Frankreich (SNEP)                                                                            | 3× Gold3   | —              | 2× Diamant2 | 674.799    | infodisc.fr snepmusique.com   |
| Italien (FIMI)                                                                               | Gold1      | 12× Platin12   | —           | 505.000    | fimi.it                       |
| Japan (RIAJ)                                                                                 | Gold1      | —              | —           | 100.000    | riaj.or.jp                    |
| Kanada (MC)                                                                                  | —          | 12× Platin12   | —           | 960.000    | musiccanada.com               |
| Mexiko (AMPROFON)                                                                            | —          | 4× Platin4     | —           | 240.000    | amprofon.com.mx               |
| Neuseeland (RMNZ)                                                                            | Gold1      | 12× Platin12   | —           | 292.500    | aotearoamusiccharts.co.nz NZ2 |
| Niederlande (NVPI)                                                                           | 3× Gold3   | 13× Platin13   | —           | 510.000    | nvpi.nl                       |
| Norwegen (IFPI)                                                                              | —          | 12× Platin12   | —           | 180.000    | ifpi.no                       |
| Österreich (IFPI)                                                                            | Gold1      | Platin1        | —           | 45.000     | ifpi.at                       |
| Polen (ZPAV)                                                                                 | Gold1      | 2× Platin2     | —           | 110.000    | olis.pl                       |
| Portugal (AFP)                                                                               | Gold1      | 4× Platin4     | —           | 45.000     | Einzelnachweise               |
| Russland (NFPF)                                                                              | —          | Platin1        | —           | 200.000    | Einzelnachweise               |
| Schweden (IFPI)                                                                              | Gold1      | 11× Platin11   | —           | 460.000    | sverigetopplistan.se          |
| Schweiz (IFPI)                                                                               | —          | 3× Platin3     | —           | 90.000     | hitparade.ch                  |
| Spanien (Promusicae)                                                                         | Gold1      | 7× Platin7     | —           | 410.000    | elportaldemusica.es           |
| Vereinigte Staaten (RIAA)                                                                    | 2× Gold2   | 16× Platin16   | Diamant1    | 27.000.000 | riaa.com                      |
| Vereinigtes Königreich (BPI)                                                                 | Gold1      | 8× Platin8     | —           | 5.200.000  | bpi.co.uk                     |
| Insgesamt                                                                                    | 25× Gold25 | 161× Platin161 | 3× Diamant3 |            |                               |